# Batrisitae

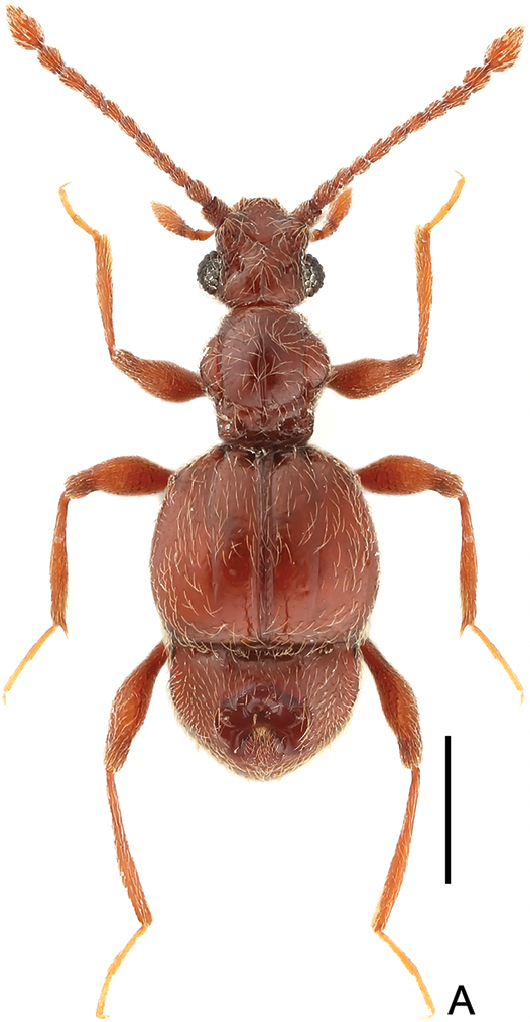
Arthromelodes choui, самец. Линия: 0,5 мм

Batrisitae (лат.) — надтриба мелких коротконадкрылых жуков-ощупников (ранее в ранге подсемейства Batrisinae в составе Pselaphidae). Более 200 родов.

## Распространение
Встречаются в основном в тропических регионах, и лишь несколько родов в северных или южных районах с умеренным климатом. Триба Amauropini (= Amauropsini) имеет голарктическое распространение (Европа и Северная Америка), а триба Batrisini — циркумтропическое. Неотропическая триба Metopiasini (=Metopiini) перенесена в Euplectitae.

## Описание
Мелкие коротконадкрылые жуки—ощупники, большинство видов имеют длину тела 1—5 мм. Голова без срединного гуларного гребня, часто с срединной горловой бороздой; первые антенномеры дорсально и вентрально выемчаты на вершинах. Брюшко часто с закругленными боковыми краями, затем с тергитами, паратергитами и стернитами, полностью или частично сросшимися, паратергальные линии часто обозначены килями у основания видимого тергита 1 (IV), у некоторых родов паратергальные линии полностью обозначены, но обычно негибкие; видимые стерниты 1-2 (III-IV) слились, базолатеральные борозды 2 (IV) неглубокие или отсутствуют; 1 (III) с основанием, образованным в виде медиального бугорка, выступающего в качестве запирающего механизма на груди путём вставки в выемку под вершиной метастернума. Метатазики сильно выдаются в месте сочленения с метатрохантерами. Мезо- и метавертлуги с острым углом сочленения с бёдрами, дорсальное продолжение бёдер близко к тазобедренным сочленениям с вертлугами; коготки лапок неравные, с щетинковидными задними коготками; первые членики короткие, второй и третий членики удлиненные, обычно примерно одинаковой длины или вторые членики самые длинные; метакоксы от узкого до умеренно разделенного. Эдеагус асимметричный, удлинённые парамеры часто срастаются со срединной долей, один или оба парамера могут слиться или потеряться; часто присутствует сочлененный дорсальный каркас, по-видимому, полученный из внутреннего мешка; дорсальная вершина открыта, дорсальная диафрагма имеется редко. Усики булавовидные, надкрылья укороченные, лапки трёхчлениковые.

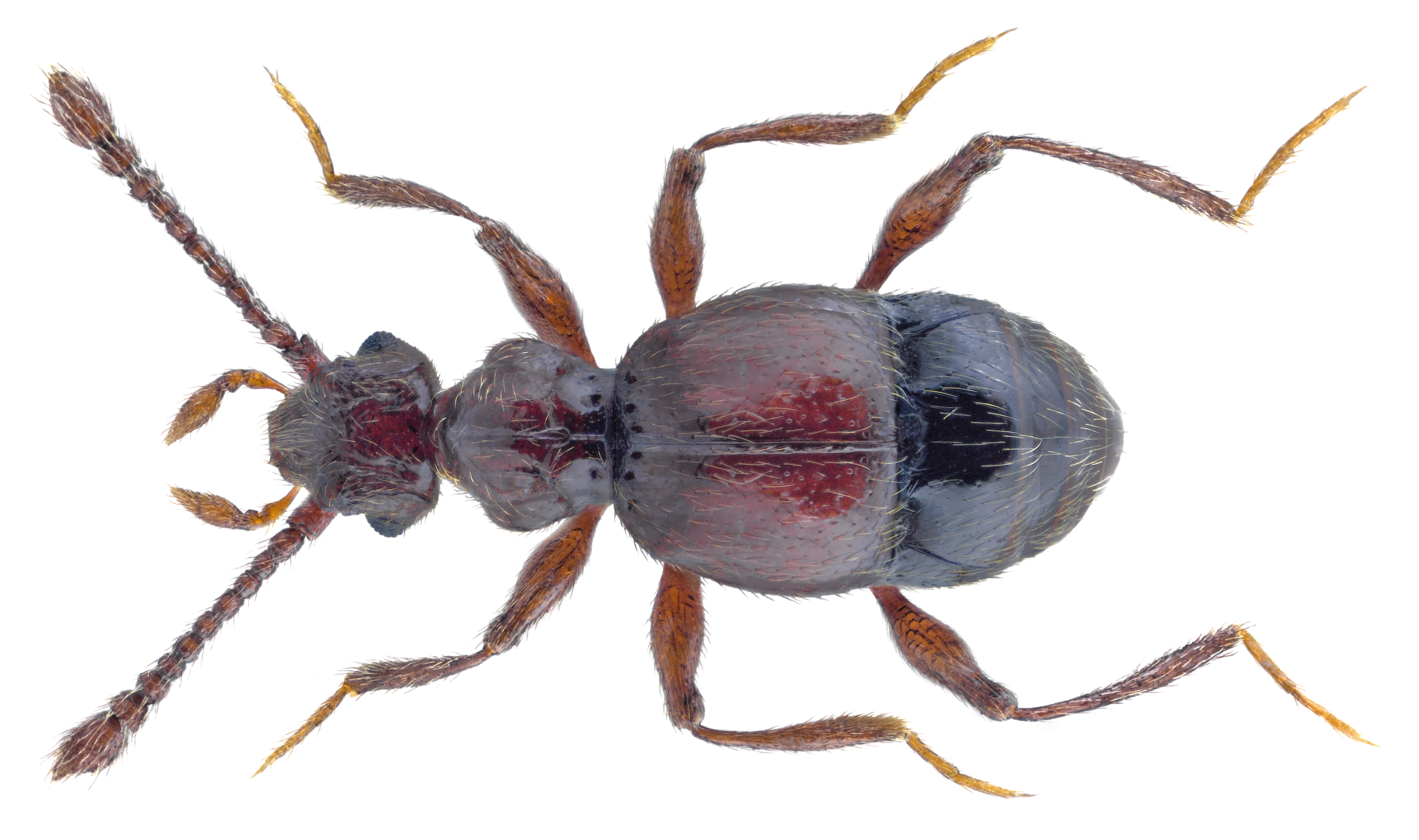
Batrisodes venustus
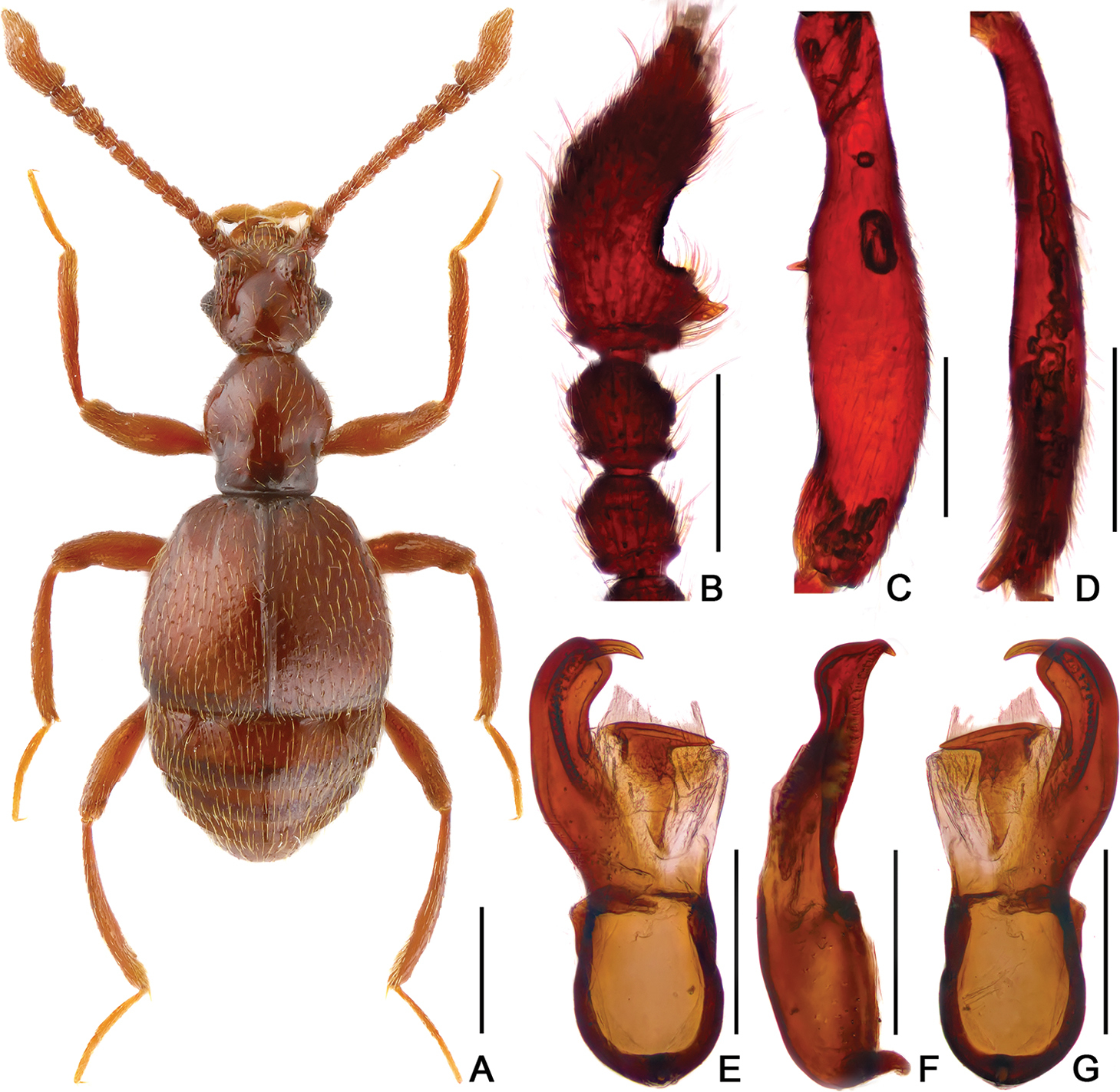
Batrisodes tianmuensis

## Систематика
Крупная триба жуков-ощупников, включает более 200 родов. Таксон был впервые выделен в 1882 году австрийским зоологом Эдмундом Райттером (Edmund Reitter; 1845—1920).
Надтриба Batrisitae ранее рассматривалась в ранге подсемейства Batrisitinae в составе семейства Pselaphidae.
Однако, когда в 1995 году Ньютон и Тейер на основании анализа морфологических признаков понизили ранг семейства ощупников (Newton and Thayer, 1995) до подсемейства в составе Staphylinidae, то соответственно все надродовые таксоны (в том числе, бывшие ранее подсемейства в составе Pselaphidae) были понижены в ранге. В состав надтрибы Batrisitae вошли трибы: Amauropini — Batrisini — Thaumastocephalini.
- надтриба Batrisitae Reitter, 1882
  - триба Amauropini Jeannel, 1948
    -       - Amaurops Fairmaire, 1851
      - Amauropus Reitter, 1918
      - Arianops Brendel, 1893
      - Bergrothia Reitter, 1884
      - Orientamaurops Karaman, 1961
      - Paramaurops Jeannel, 1948
      - Protamaurops G.Müller, 1944
      - Pseudamaurops Jeannel, 1948
      - Seracamaurops Winkler, 1925
      - Troglamaurops Ganglbauer, 1903
      - Tropidamaurops Jeannel, 1948
      - Zoufalia Reitter, 1918

  - триба Batrisini Reitter, 1882
    - подтриба Ambicocerina Leleup, 1970
      - Ambicocerodes Leleup, 1970
      - Ambicoceropsis Leleup, 1971
      - Ambicocerus Leleup, 1970
      - Pseudambicocerus Leleup, 1970

    - подтриба Batrisina Reitter, 1882
      - Acanthanops Jeannel, 1952
      - Acanthicomus Jeannel, 1950
      - Acanthocliarthrus Leleup, 1970
      - Adiastulus Raffray, 1904
      - Amblybatrisus Chandler, 2001
      - Anama Newton & Chandler, 1989
      - Ancistromus Jeannel, 1957
      - Apobatrisus Raffray, 1897
      - Apocliarthrus Jeannel, 1959
      - Apotrabisus Jeannel, 1959
      - Arthmius LeConte, 1849
      - Arthromelodes Jeannel, 1954
      - Arthromelus Jeannel, 1949
        - подрод Arthromelus (Arthromelus) Jeannel, 1949
        - подрод Euthiomelus (Arthromelus) Jeannel, 1957
        - подрод Scaiomelus (Arthromelus) Jeannel, 1951

      - Atheropterus Raffray, 1882
        - подрод Atheropterus (Atheropterus) Raffray, 1882
        - подрод Echinotrabisus (Atheropterus) Jeannel, 1959
        - подрод Paratrabisus (Atheropterus) Jeannel, 1959
        - подрод Probatrisus (Atheropterus) Raffray, 1890
        - подрод Trabisellus (Atheropterus) Jeannel, 1952
        - подрод Trabisidius (Atheropterus) Jeannel, 1952
        - подрод Trabisinus (Atheropterus) Jeannel, 1959
        - подрод Trabisomorphus (Atheropterus) Jeannel, 1959
        - подрод Trabisonoma (Atheropterus) Jeannel, 1955
        - подрод Trabisorites (Atheropterus) Jeannel, 1952

      - Babascenellus Nomura, 1995
      - Basitrodes Jeannel, 1958
      - Batoctenus Sharp, 1887
      - Batoxyla Raffray, 1897
      - Batriasymmodes Park, 1951
        - подрод Batriasymmodes (Batriasymmodes) Park, 1951
        - подрод Extollodes (Batriasymmodes) Park, 1965
        - подрод Speleodes (Batriasymmodes) Park, 1965

      - Batribolbus Raffray, 1904
      - Batricrator Jeannel, 1957
      - Batrictenistes Löbl, 1976
      - Batrifigia Park, 1952
      - Batrinanda Park, 1952
      - Batriplica Raffray, 1904
      - Batrisaulax Jeannel, 1959
      - Batriscenaulax Jeannel, 1958
      - Batriscenellus Jeannel, 1958
        - подрод Batriscenellinus (Batriscenellus) Nomura, 1991
        - подрод Batriscenellus (Batriscenellus) Jeannel, 1958
        - подрод Coreoscenellus (Batriscenellus) Nomura & Lee, 1993
        - подрод Nipponoscenellus (Batriscenellus) Nomura, 1991
        - подрод Scaioscenellus (Batriscenellus) Jeannel, 1958

      - Batrisceninus Jeannel, 1952
      - Batrisceniola Jeannel, 1958
      - Batriscenites Jeannel, 1952
      - Batriscenodes Jeannel, 1952
      - Batrischema Newton & Chandler, 1989
      - Batrisiella Raffray, 1904
      - Batrisinus Raffray, 1893
      - Batrisiotes Jeannel, 1951
      - Batrisocenus Raffray, 1903
      - Batrisochaetus Jeannel, 1959
      - Batrisochorus Jeannel, 1949
        - подрод Batrisochorus (Batrisochorus) Jeannel, 1949
        - подрод Batristellus (Batrisochorus) Jeannel, 1950

      - Batrisoconnus Leleup, 1975
      - Batrisodella Jeannel, 1954
      - Batrisodellus Jeannel, 1958
      - Batrisodema Raffray, 1890
      - Batrisodes Reitter, 1882
        - подрод Babnormodes (Batrisodes) Park, 1951
        - подрод Batrisodes (Batrisodes) Reitter, 1882
        - подрод Declivodes (Batrisodes) Park, 1951
        - подрод Elytrodes (Batrisodes) Park, 1951
        - подрод Empinodes (Batrisodes) Park, 1953
        - подрод Excavodes (Batrisodes) Park, 1951
        - подрод Pubimodes (Batrisodes) Park, 1951
        - подрод Spifemodes (Batrisodes) Park, 1953

      - Batrisodiola Jeannel, 1960
      - Batrisodites Jeannel, 1954
      - Batrisomalus Raffray, 1904
      - Batrisomellus Leleup, 1976
      - Batrisomicrus Jeannel, 1954
      - Batrisomina Raffray, 1903
      - Batrisopachys Jeannel, 1960
      - Batrisophyma Raffray, 1904
      - Batrisoplatus Raffray, 1894
      - Batrisoplisus Raffray, 1908
      - Batrisopsis Raffray, 1894
      - Batrisoschema Reitter, 1884
      - Batrisoxenus Leleup, 1971
      - Batristerus Jeannel, 1949
      - Batristhenes Jeannel, 1960
      - Batristidius Jeannel, 1950
      - Batristilbus Raffray, 1909
      - Batristites Jeannel, 1949
      - Batristogenius Jeannel, 1959
      - Batrisus Aubé 1833
      - Batrivitis Park, 1952
      - Batrixenus Newton & Chandler, 1989
      - Besuchetidia Leleup, 1981
      - Borneana L.W.Schaufuss, 1882
      - Bothriotelus Jeannel, 1951
      - Camptomodes Jeannel, 1959
      - Catoxyomus Jeannel, 1950
      - Celisia Jeannel, 1955
      - Ceroderma Raffray, 1890
      - Clarkeorites Leleup, 1974
      - Cliarthrinidius Jeannel, 1957
      - Cliarthrinus Jeannel, 1949
      - Cliarthrodes Jeannel, 1949
      - Cliarthromorphus Jeannel, 1951
      - Cliarthrus Raffray, 1877
      - Connodontinus Jeannel, 1953
      - Connodontus Raffray, 1882
        - подрод Connodontites (Connodontus) Jeannel, 1959
        - подрод Connodontus (Connodontus) Raffray, 1882

      - Conogastridius Jeannel, 1950
      - Conopygidia Jeannel, 1950
      - Conuridius Jeannel, 1950
      - Coryphomodes Jeannel, 1960
      - Coryphomoides Löbl, 1982
      - Coryphomus Jeannel, 1949
        - подрод Camptomidius (Coryphomus) Jeannel, 1959
        - подрод Camptomites (Coryphomus) Jeannel, 1949
        - подрод Coryphomellus (Coryphomus) Jeannel, 1959
        - подрод Coryphomus (Coryphomus) Jeannel, 1949

      - Cratna Raffray, 1890
      - Cylindroma Raffray, 1897
      - Daintree Chandler, 2001
      - Diaposis Raffray, 1904
      - Diaugis Raffray, 1904
      - Ectotrabisus Leleup, 1979
      - Eleodimerina Jeannel, 1960
      - Eleodimerodes Leleup, 1981
      - Eleodimerus Jeannel, 1949
      - Eubatrisus Raffray, 1890
      - Exallidius Jeannel, 1957
      - Exallomorpha Jeannel, 1950
      - Exallus Raffray, 1904
      - Exechophyes Jeannel, 1950
      - Exedrus Raffray, 1903
      - Franzorella Leleup, 1977
      - Gadgarra Chandler, 2001
      - Hemicliarthrus Jeannel, 1951
      - Hingstoniella Jeannel, 1960
      - Hulstaertites Jeannel, 1950
      - Hyobontus Newton & Chandler, 1989
      - Hypochraeus Raffray, 1904
      - Iteticus Raffray, 1904
      - Jochmansiella Leleup, 1976
      - Kigatrodes Jeannel, 1958
      - Korovodes Park, 1952
      - Leleupia Jeannel, 1950
        - подрод Leleupia (Leleupia) Jeannel, 1950
        - подрод Paraleleupia (Leleupia) Jeannel, 1950

      - Leleupiastes Jeannel, 1960
      - Leptobatrisus Jeannel, 1951
        - подрод Leptobatrisus (Leptobatrisus) Jeannel, 1951
        - подрод Strongylomus (Leptobatrisus) Jeannel, 1952

      - Loebliella Leleup, 1981
      - Lukwangulorites Leleup, 1976
      - Macrodelphus Leleup, 1977
      - Madrasorites Jeannel, 1960
      - Manniconnus Park, 1949
      - Megabatrus Löbl, 1979
      - Microbatrisodes Jeannel, 1949
      - Mnia Newton & Chandler, 1989
      - Mossman Chandler, 2001
      - Nenemeca Raffray, 1904
      - Neotrabisus Jeannel, 1949
      - Nesiotomina Jeannel, 1961
      - Neurum Chandler, 2001
      - Odonticoscapus Jeannel, 1956
      - Odontoconnus Jeannel, 1959
      - Ophelius Raffray, 1904
      - Orropygia Raffray, 1910
      - Oxarthrius Reitter, 1883
        - подрод Baroxarthrius (Oxarthrius) Park, 1942
        - подрод Oxarthrius (Oxarthrius) Reitter, 1883

      - Oxyomera Raffray, 1890
      - Oxyomites Jeannel, 1954
      - Pachypygidia Jeannel, 1951
      - Pachytrabisus Jeannel, 1950
      - Panaphysis Reitter, 1882
      - Pantosiella Jeannel, 1958
      - Parabatrisus Jeannel, 1950
      - Passosiella Leleup, 1975
      - Petaloscapus Jeannel, 1958
      - Physomerinus Jeannel, 1952
      - Plocamarthrus Jeannel, 1960
      - Podus Raffray, 1882
      - Procheilophorus Leleup, 1981
      - Pseudobatrisus Raffray, 1913
      - Pseudocliarthrus Jeannel, 1953
      - Pseudoconnus Leleup, 1971
      - Pseudoctenistes Leleup, 1975
      - Pseudotrabisoides Jeannel, 1953
      - Ruacorites Jeannel, 1950
      - Ryxabis Westwood, 1870
      - Sathytes Westwood, 1870
      - Seydelites Jeannel, 1951
      - Siteromina Löbl, 1979
      - Smetanabatrus Yin & Li, 2013
      - Speobatrisodes Jeannel, 1958
      - Spurgeon Chandler, 2001
      - Stenocliarthrus Leleup, 1970
      - Stictus Raffray, 1882
      - Sulcifigia Park, 1952
      - Syrbatomorphus Jeannel, 1960
      - Syrbatus Reitter, 1882
        - подрод Syrbatidius (Syrbatus) Jeannel, 1952
        - подрод Syrbatus (Syrbatus) Reitter, 1882

      - Syrmocerus Raffray, 1898
      - Texamaurops Barr & Steeves, 1963
      - Tinaroo Chandler, 2001
      - Trabisodema Jeannel, 1950
      - Trabisoides Jeannel, 1950
      - Trabisostenus Jeannel, 1950
      - Trabisoxenus Leleup, 1971
      - Tribasodema Jeannel, 1961
      - Tribasodes Jeannel, 1958
      - Tribasodites Jeannel, 1960
      - Trichonomorphus Raffray, 1890
      - Trichopnites Dajoz, 1982
      - Trisinarthrus Jeannel, 1960
      - Trisiniotus Jeannel, 1960
      - Trisinus Raffray, 1894
      - Typhlobatrisus Jeannel, 1953
      - Typhlorites Jeannel, 1952
      - Xenadiastus Jeannel, 1950
      - Xenobasilewskyia Leleup, 1976
      - Xenobatrisus Wasmann, 1918
      - Xenocliarthrus Jeannel, 1956
      - Xenoconurus Jeannel, 1960
      - Xenolejeunea Leleup & Célis, 1969
      - Xenomachadoella Leleup, 1975
      - Xenopygia Jeannel, 1950
      - Xenopygiella Jeannel, 1953

    - Batrisini (incertae sedis)
      - Baceysus Löbl & Kurbatov, 2001
      - Batoxylomorpha Löbl & Kurbatov, 2001
      - Coryphomobatrus Löbl & Kurbatov, 2001
      - Euceroncinus Kemner, 1927
      - Pantobatrisus L.W.Schaufuss, 1890
      - Temnodera Hope, 1837
      - Veddabatrus Löbl & Kurbatov, 2001

    - подтриба Leupeliina Jeannel, 1954
      - Leupelia Jeannel, 1954

    - подтриба Stilipalpina Jeannel, 1954
      - Codonoderus Jeannel, 1956
      - Pelulea Jeannel, 1954
      - Peluleotes Jeannel, 1954
      - Stilipalpus Jeannel, 1951

  - триба Thaumastocephalini Poggi, Nonveiller, Colla, Pavićević & Rađa, 2001
    -       - Thaumastocephalus Poggi, Nonveiller, Colla, Pavićević & Rađa, 2001